# سالومه (فیلم ۲۰۱۳)
سالومه (به انگلیسی: Salomé) فیلمی به کارگردانی آل پاچینو و بازی آل پاچینو و جسیکا چستین است. سالومه که در ۲۰۱۳ اکران شد، قطعه‌ای تکمیلی بر وایلد سالومه (۲۰۱۱) است. وایلد سالومه ترکیبی تجربی از مستند و درام بود، اما سالومه با تدوین متفاوت قسمت درام و داستانی را شامل می‌شود که بر اساس نمایش‌نامه سالومه ساخته شده‌است.